# Ángel Maulén
Ángel Custodio Maulén Ríos (1956) es un ingeniero civil y político chileno, miembro del Partido Demócrata Cristiano (PDC). Se desempeñó como subsecretario de la Comisión Nacional de Energía y como subsecretario de Economía de su país entre 1995 y 1996, durante el gobierno del presidente Eduardo Frei Ruiz-Tagle. En 2006, fundó la Universidad Pedro de Valdivia, desempeñándose como su primer rector. En 2019 dicha casa de estudios fue vendida, cambiando de nombre a Universidad del Alba.

## Familia
Nació en 1956 en Santiago de Chile, hijo del linotipista Ángel Custodio Maulén Lillo, militante del Partido Radical (PR) y de María Elia Ríos Cancino. Se casó en segundas nupcias en la comuna de Las Condes, en 1998, con la descendiente alemana Candice Erika Rudloff Bossonney, de profesión médica cirujana, hija de Enrique Erwin Rudloff Wachtel y Christine Irina Bossonney Guengnaud.

## Trayectoria profesional
Es miembro del Colegio de Ingenieros de Chile, del cual ejerce como consejero. Entre sus actividades profesionales destacadas, se ha desempeñado como gerente de programación de Televisión Nacional de Chile (TVN), y presidente de la organización EuroChile. Fue miembro fundador, propietario y primer rector de la extinta Universidad Pedro de Valdivia entre 2006 y 2013.
En junio de 2016, fue condenado a tres años de presidio y una multa de cien millones de pesos, por el delito de soborno,y pagos irregulares al presidente de la Comisión Nacional de Acreditación, durante el periodo entre 2010 y 2011. Se le aplicó, además, las accesorias legales de suspensión de cargo u oficio público durante el tiempo de la condena.
En abril de 2019, asumió como director de Blanco y Negro S.A. —ente administrador del Club Social y Deportivo Colo-Colo—, en la mesa directiva presidida por Aníbal Mosa. En abril de 2022, fue nombrado vicepresidente de la concesionaria.